# 凱斯·皮特
凱斯·皮特（Keith Pitt，1969年8月31日—）是一位澳洲政治人物，他的黨籍是昆士蘭自由國家黨。自2013年開始，他是欣克勒選區選出的澳大利亞眾議院的議員。他擁有自己的農場。